# Isostomyia paranensis
Isostomyia paranensis är en tvåvingeart som först beskrevs av Juan Brèthes 1910.  Isostomyia paranensis ingår i släktet Isostomyia och familjen stickmyggor. Inga underarter finns listade i Catalogue of Life.